# Saison 2012-2013 de l'Élan sportif chalonnais
La saison 2012-2013 de l'Élan sportif chalonnais est la dix-septième de l'Élan chalon en Pro A, avec une quatrième place.

## Effectifs
- Joffrey Lauvergne  2,10 m, part en accord commun avec le club fin novembre 2012[1].
- Brion Rush 1,86 m, pigiste.
- Cedrick Banks 1,90 m, pigiste.

## Matchs

### Matchs amicaux
Avant saison
- Chalon-sur-Saône / Dijon : 64-77 (à Mâcon : Le Spot)
- Lyon-Villeurbanne /  Chalon-sur-Saône : 82-77 (Ain Star Game à Bourg-en-Bresse)
- Bourg-en-Bresse / Chalon-sur-Saône : 70-79 (Ain Star Game à Bourg-en-Bresse)
- Le Mans / Chalon-sur-Saône : 69-71 (Tournoi Pro Stars à Laval)
- Chalon-sur-Saône / Vitoria : 63-70 (Tournoi Pro Stars à Angers)
- Cholet / Chalon-sur-Saône : 75-68 (Tournoi Pro Stars à Angers)
- Chalon-sur-Saône / Roanne : 76-63
- Lyon-Villeurbanne / Chalon-sur-Saône : 77-89
- Roanne / Chalon-sur-Saône : 71-85

### Match des Champions
- Chalon-sur-Saône / Limoges : 76-78 (Au Palais des Congrès de Paris)

### Championnat

#### Matchs aller
- Chalon-sur-Saône / Lyon-Villeurbanne : 71-72
- Poitiers / Chalon-sur-Saône : 79-83
- Chalon-sur-Saône / Nancy : 76-61
- Dijon / Chalon-sur-Saône : 70-95
- Chalon-sur-Saône / Orléans : 85-80
- Boulazac / Chalon-sur-Saône : 77-69
- Chalon-sur-Saône / Cholet : 99-95
- Le Mans / Chalon-sur-Saône : 66-80
- Chalon-sur-Saône / Paris-Levallois : 91-79
- Chalon-sur-Saône / Roanne : 56-65
- Nanterre / Chalon-sur-Saône : 81-74
- Chalon-sur-Saône / Limoges : 83-77
- Le Havre / Chalon-sur-Saône : 52-68
- Chalon-sur-Saône / Strasbourg : 66-73
- Gravelines Dunkerque / Chalon-sur-Saône : 102-69

#### Matchs retour
- Roanne / Chalon-sur-Saône : 53-65
- Chalon-sur-Saône / Dijon : 73-55
- Limoges / Chalon-sur-Saône : 71-74
- Chalon-sur-Saône / Boulazac : 89-75
- Strasbourg / Chalon-sur-Saône : 80-65
- Chalon-sur-Saône / Gravelines-Dunkerque : 69-67 (Après Prolongation)
- Orléans / Chalon-sur-Saône : 71-69
- Chalon-sur-Saône / Le Mans : 66-60
- Chalon-sur-Saône / Poitiers : 84-52
- Nancy / Chalon-sur-Saône : 75-77
- Chalon-sur-Saône / Nanterre : 71-86
- Paris-Levalois / Chalon-sur-Saône : 78-93
- Cholet / Chalon-sur-Saône : 79-78
- Chalon-sur-Saône / Le Havre : 78-83
- Lyon-Villeurbanne / Chalon-sur-Saône : 78-75

Extrait du classement de Pro A 2012-2013
| Rang | Équipe               | Pts | J  | G  | P  | Pp   | Pc   | Diff |
| ---- | -------------------- | --- | -- | -- | -- | ---- | ---- | ---- |
| 1    | Gravelines-Dunkerque | 51  | 30 | 21 | 9  | 2360 | 2174 | 186  |
| 2    | Strasbourg           | 48  | 30 | 18 | 12 | 2297 | 2180 | 117  |
| 3    | Lyon-Villeurbanne    | 48  | 30 | 18 | 12 | 2276 | 2220 | 56   |
| 4    | Chalon-sur-Saône     | 48  | 30 | 18 | 12 | 2291 | 2192 | 99   |
| 5    | Roanne               | 47  | 30 | 17 | 13 | 2172 | 2078 | 94   |
| 6    | Le Mans              | 46  | 30 | 16 | 14 | 2202 | 2200 | 2    |
| 7    | Dijon                | 45  | 30 | 15 | 15 | 2096 | 2134 | -38  |

#### Play-off

##### Quart de Finale
- Chalon-sur-Saône / Roanne : 78-68
- Roanne / Chalon-sur-Saône : 84-72
- Chalon-sur-Saône / Roanne : 91-63

##### Demi Finale
- Chalon-sur-Saône / Nanterre : 81-84
- Nanterre / Chalon-sur-Saône : 103-91 (Après Prolongation)

### Leaders Cup
- Chalon-sur-Saône / Paris-Levallois : 75-79

### Coupe de France
- Antibes (Pro B) / Chalon-sur-Saône : 83-81

### Coupe d'Europe

#### Euroligue

##### 1erphase
- Chalon-sur-Saône / Gdynia : 81-74

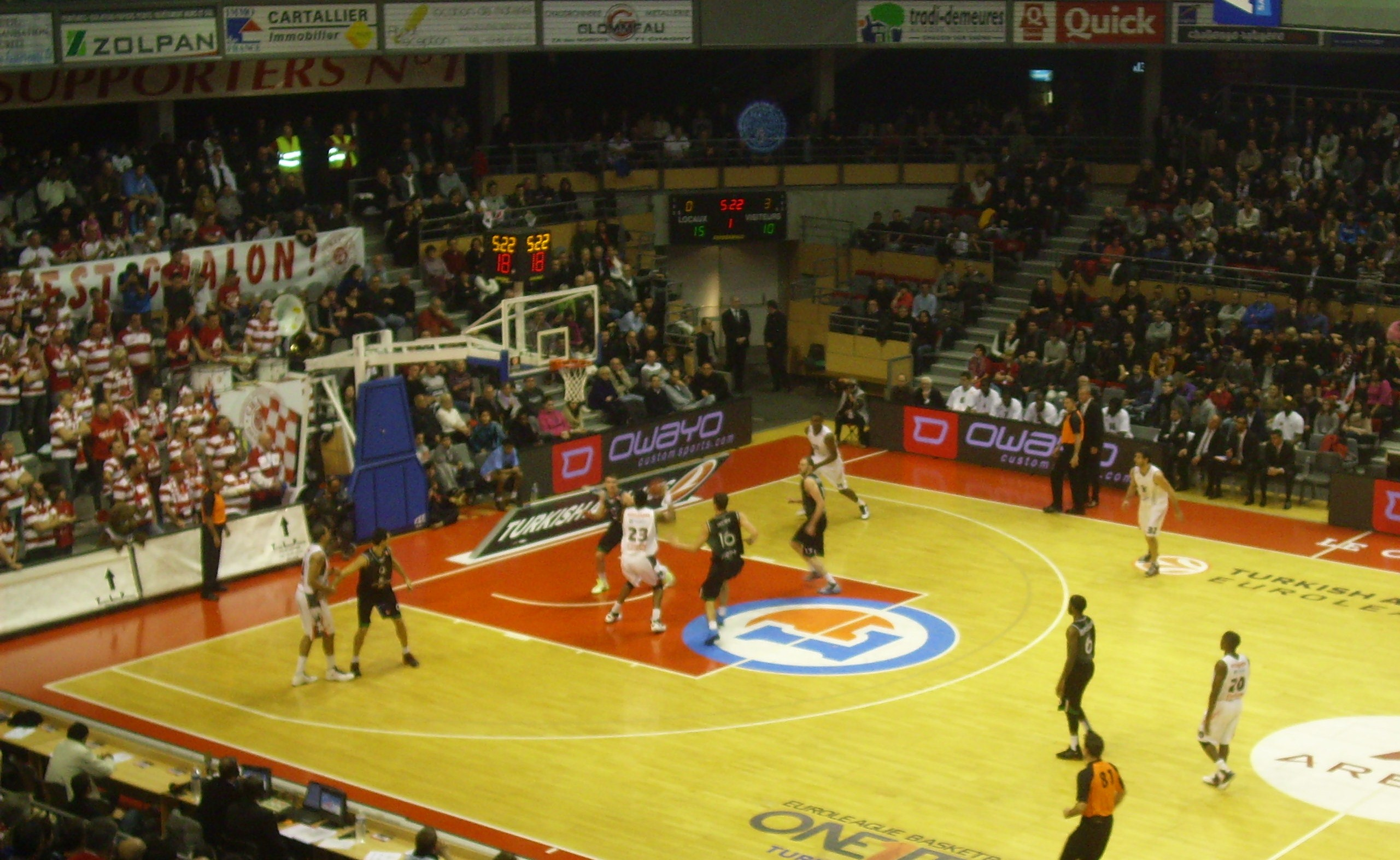
Elan Chalon - Sienne en Euroligue (2012)

- Alba Berlin / Chalon-sur-Saône : 74-71
- Chalon-sur-Saône / Maccabi Tel-Aviv : 61-90
- Sienne / Chalon-sur-Saône : 93-90
- Chalon-sur-Saône / Malaga : 78-88
- Gdynia / Chalon-sur-Saône : 70-76
- Chalon-sur-Saône / Alba Berlin : 82-87
- Maccabi Tel-Aviv / Chalon-sur-Saône : 78-73
- Chalon-sur-Saône / Sienne : 108-103 (Après Prolongation)
- Malaga / Chalon-sur-Saône : 86-62

| Rang | Équipe                  | Pts | J  | G | P | Pp  | Pc  | Diff |  | Résultats (dom.\ext.)   |       |       |         |       |       |       |
| ---- | ----------------------- | --- | -- | - | - | --- | --- | ---- |  | ----------------------- | ----- | ----- | ------- | ----- | ----- | ----- |
| 1    | Maccabi Tel-Aviv        | 18  | 10 | 8 | 2 | 810 | 708 | 102  |  | Maccabi Tel-Aviv        |       | 62-64 | 70-68   | 78-62 | 78-73 | 93-62 |
| 2    | Unicaja Málaga          | 18  | 10 | 8 | 2 | 762 | 715 | 47   |  | Unicaja Málaga          | 80-85 |       | 91-89   | 67-62 | 86-62 | 63-48 |
| 3    | Montepaschi Siena       | 15  | 10 | 5 | 5 | 879 | 844 | 35   |  | Montepaschi Siena       | 89-87 | 91-72 |         | 82-92 | 93-90 | 88-95 |
| 4    | ALBA Berlin             | 14  | 10 | 4 | 6 | 722 | 748 | -26  |  | ALBA Berlin             | 76-78 | 63-74 | 73-75   |       | 74-71 | 67-64 |
| 5    | Élan sportif chalonnais | 13  | 10 | 3 | 7 | 782 | 843 | -61  |  | Élan sportif chalonnais | 61-90 | 78-88 | 108-103 | 82-87 |       | 81-74 |
| 6    | Asseco Prokom Gdynia    | 12  | 10 | 2 | 8 | 704 | 801 | -97  |  | Asseco Prokom Gdynia    | 73-89 | 75-77 | 66-101  | 77-66 | 70-76 |       |

## Bilan
Agrandissement du Colisée à 5 000 places assises pour l'Euroligue 2012-2013. Le club compte trois départs (Malcolm Delaney, Bryant Smith et Alade Aminu) pour deux arrivés (Shelden Williams et Marcus Denmon). Le club fait une première partie de saison légèrement décevante : Une élimination au premier tour de l'Euroligue (3 victoires et 7 défaites), mais une belle victoire contre Sienne (108 à 103 au Colisée) ; une sixième place à la mi-saison en championnat (9 victoires pour 6 défaites), le départ fin novembre de Joffrey Lauvergne et la perte de la coupe de France avec une élimination contre Antibes 83 à 81. Le 15 février 2013, lors de la Leaders Cup, ils s'inclinent dès le premier tour, 79 à 75 contre Paris-Levallois et perdent leur titre gagné lors de la Semaine des As 2012. L'Elan Chalon finit la saison régulière à la 4e place (18 victoires pour 12 défaites), élimine Roanne en quart de finale des play-off (deux victoires à un) mais perd son titre de champion de France en se faisant éliminer deux victoires à zéro en demi-finale contre Nanterre. À l'issue de la fin de saison en 2013 (fin mai), Gregor Beugnot quitte en commun accord le club chalonnais, début juin c'est Mickaël Hay qui le remplace au poste d'entraîneur.

## Sources
- Le Journal de Saône-et-Loire
- Basket News
- Info-Chalon
- Elan Chalon